# Григорьев, Василий Михайлович
Василий Михайлович Григорьев (1914, Санкт-Петербург — 1942, Ленинградский фронт) — советский футболист, защитник.
В 1936, 1938—1939 годах играл за ленинградскую команду «Красная заря»/«Электрик». В 1942 году погиб на Ленинградском фронте Великой Отечественной войны.

## Достижения
- Финалист Кубка СССР: 1938